# Совет церквей Замбии
Совет церквей Замбии (англ. Council of Churches in Zambia) — экуменическая христианская организация в Замбии. Совет был основан в 1944 году как Христианский совет Северной Родезии (англ. Christian Council of Northern Rhodesia). Центр совета располагается в Лусаке, Замбия.

## Миссия
Совет ставит целью сформировать просвещенное христианское мнение по всем вопросам, затрагивающим духовное, социальное и физическое благополучие замбийцев.

## История
Совет существует под нынешним названием с 1964 года. Сначала он назывался Генеральной миссионерской конференцией (англ. General Missionary Conference), и его основной обязанностью было содействие сотрудничеству между миссионерскими обществами в таких областях, как образование, здравоохранение и религиозное вещание. Позднее в 1944 году название было изменено на Христианский совет Северной Родезии. Накануне независимости в 1963 году возникла острая необходимость в том, чтобы Совет начал реагировать на растущие социальные запросы народа. его название - Христианский совет Замбии. В 2003 году в 26-й Генеральной конференции было принято нынешнее название — Совет церквей Замбии.

## Партнёрство
Совет является членом Всемирного совета церквей и Содружества христианских советов Южной Африки. Совет также является межрелигиозной организацией и членом трех церковных организаций в Замбии; Евангелическое братство Замбии (англ. Evangelical Fellowship of Zambia, EFZ) и Епископальная конференция Замбии (англ. Zambia Episcopal Conference, ZEC).

## Внешние ссылки
- ccz.org.zm — официальный сайт Совет церквей Замбии
- Совет церквей в Замбии на сайте Всемирного совета церквей